# Алёнка из Почитанки
«Алёнка из Почитанки» — российский 4-серийный телефильм 2014 года режиссёра Сергея Русакова.

## Сюжет
Идеей сюжета стал реальный случай — история учительницы из деревни Почитанка в Сибири, в 2006 году принявшей участие в телеигре «Поле Чудес».
Алёна Грибанова — обычная учительница из сибирского села Почитанка — умница и красавица. Она всегда отгадывает ответы на самые сложные вопросы в своей любимой телеигре «Остров сокровищ». Но об это никто не знает, кроме её дочки Дуняши, и жизнь идёт обычным чередом. И вдруг ей неожиданно приходит письмо аж из самой Москвы от телеведущего Аркадия Леонидовича — приглашение стать участником новогоднего выпуска телеигры! С этого момента жизнь деревенской учительницы меняется коренным образом…

## В ролях
- Виктория Маслова — Алёнка Грибанова
- Максим Радугин — Корней
- Алина Мулина — Дуняша, дочка Алёнки
- Максим Сапрыкин — Петька, сын Цепенюка
- Николай Добрынин — Панкрат, дядя Алёнки
- Евгения Дмитриева — Глафира Макаровна, жена Панкрата, секретарь Цепенюка
- Олег Акулич — Николай Петрович Цепенюк, глава местной администрации
- Виктор Супрун — Виктор Иванович Вакин, участковый
- Игнатий Акрачков — Стас Грибанов, муж Алёнки
- Михаил Полицеймако — Аркадий Леонидович, телеведущий
- Ирина Лосева — Антонина Филипповна, участница телеигры
- Вадим Медведев — Эдуард Анастасович, режиссёр телеигры
- Павел Сборщиков — Гена Хрулёв
- Иван Оранский — Сашка
- Екатерина Копанова — Светик, дочь участкового
- Александр Карпов — Семён Куражов, носильщик
- Сергей Внуков — губернатор

## Съёмки
Место съёмок — подмосковной городок Лыткарино.

## Показ
Премьерный показ по телевидению состоялся 7 января 2017 года на канале «Россия-1».

## Фестивали
Фильм участвовал в конкурсной программе III-го Российского кинофестиваля «Провинциальная Россия» (2015).